# Находище на родопски лопен
Находище на родопски лопен е защитена местност в България създадена през 2013 г. с цел опазване на растителния вид родопски лопен (Verbascum spatulisepalum Greuter & Rech.f.) и неговото местообитание. Включва седем на брой площи в землището на с. Горни Юруци (в местностите „Армузите“ и „Борум“), общ. Крумовград, обл. Хасково. Общата площ на защитената местност е 24.27 хектара.
Обявено е със Заповед No.РД-18 от 11.01.2013 г., бр. 9/2013 на ДВ; площта е увеличена със Заповед No.295 от 18.04.2019 г., бр. 42/2019 на ДВ.

## В защитената местност се забраняват
1. Забранява се промяна на предназначението и начина на трайно ползване на земята;
2. Забранява се търсене, проучване и добив на подземни богатства;
3. Забранява се строителство, с изключение на дейности, свързани с ремонт и реконструкция на съществуващи съоръжения;
4. Забранява се внасяне на неместни видове.